# Frijsenborg Efterskole
Frijsenborg Efterskole (før 2007: Frijsenborg Ungdomsskole) er beliggende i udkanten af Hammel. Skolen er grundlagt i 1949, og var indtil 1990 beliggende i Hammel by. I 1990 flyttede skolen ud til nybyggede lokaler på Finlandsvej, hvor skolen stadig ligger. Fra skoleårets start 2007 skiftede skolen navn fra "Frijsenborg Ungdomsskole" til "Frijsenborg Efterskole". Det gjorde man for ikke at blive forvekslet med de kommunale ungdomsskoler.
Skolen har plads til 100 elever, hvoraf de 25% er forbeholdt  elever med høretab. Således er skolen indrettet med særlig henblik på hørehæmmede elever med teleslynge i alle lokaler. Senere er der installeret FM-udstyr til de af de hørehæmmede der bruger høreapparater med dette system.
Skolen underviser på 9. og 10. klassetrin, og har følgende linjefag:
- Idræt
- Musik
- Kunst
- Friluftsliv
- Medie
- Foto
- Kokamok

Skolen er en af ledende skoler mht. undervisning i fagene verdensborgerskab og science.[kilde mangler]
Skolen er udelukkende for ikke rygere.